# Благовещенский, Игорь Михайлович
Игорь Михайлович Благовещенский (р. 31 мая 1938) — разработчик радиоэлектронных устройств для РЛК, лауреат Государственной премии СССР (1984).

## Биография
После окончания МИФИ с 1961 по 2000 год работал в Радиотехническом институте: инженер, с 1963 научный сотрудник, с 1971 старший научный сотрудник, с 1974 начальник сектора, с 1984 начальник отдела.
Автор 12 изобретений.
Кандидат технических наук (1971), старший научный сотрудник (1973).
Участвовал в создании РЛС «Днестр М», «Днепр», «Даугава», «Дарьял», «Дарьял-У», «Дон 2Н».
Лауреат Государственной премии СССР (1984). Заслуженный машиностроитель РФ (1997). Награждён орденом «Знак Почёта» (1976).